# Bietengordijnzwam
De bietengordijnzwam (Cortinarius umbrinolens) is een schimmel behorend tot de familie Cortinariaceae. Hij is ectomycorrhiza vormend, meestal met berken (Betula), maar soms ook met eiken (Quercus) of dennen (Pinus) in loof- en gemengde bossen op droog tot matig vochtig, humeus zuur zand of leem.

## Verspreiding
In Nederland komt hij algemeen voor. Hij staat niet op de rode lijst en is niet bedreigd.